# 斯氏似弱棘魚
斯氏似弱棘魚，為輻鰭魚綱刺尾鯛目弱棘魚科似弱棘魚屬的其中一種，分布於西太平洋區，從印尼摩鹿加群島、菲律賓至帝汶島，北起馬里亞納群島，南迄新喀里多尼亞海域，棲息深度20-105公尺，體長可達15公分，為底棲性魚類，生活在碎石斜坡，屬肉食性，以甲殼類、端足類、管水母等為食，可做為觀賞魚。

## 擴展閱讀
維基物種上的相關：斯氏似弱棘魚